# Арекеев, Александр Викторович
Александр Викторович Арекеев (род. 12 октября 1982) — российский профессиональный шоссейный велогонщик.

## Спортивные достижения
Бронзовый призёр чемпионата мира 2000 года по шоссейным гонкам среди юниоров.
С 2004 года в профессиональном велоспорте.
В 2010 году стал бронзовым призёром чемпионата России в индивидуальной гонке.